# Estragol
O estragol (p-alanisol, metilo chavicol) é um fenilpropeno, um composto orgânico natural. Sua estrutura química consiste em um anel benzeno substituído por um grupo metoxilo e um grupo alilo. É um isômero de anetol, diferindo em relação à localização da ligação dupla. É um líquido incolor, embora as amostras impuras possam parecer amarelas. É um componente de várias árvores e plantas, incluindo aguarrás (óleo de pinheiro), anis, erva-doce, baía, estragão e manjericão. É utilizado na preparação de fragrâncias.
O composto é nomeado como estragon, o nome francês de estragão.

## Produção
Centenas de toneladas de óleo de manjericão são produzidas anualmente por destilação a vapor do Ocimum basilicum (manjericão comum). Este óleo é principalmente estragol, mas também contém quantidades substanciais de linalol. O estragol é o constituinte primário do óleo essencial de estragão (compreendendo 60-75%). Também está presente no óleo de pinho, aguarrás, erva-doce, anis (2%), Clausena anisata e Syzygium anisatum.
O estragol é usado em perfumes e é restrito em sabores como um princípio biologicamente ativo: só pode estar presente em um sabor usando um óleo essencial. Após o tratamento com hidróxido de potássio, o estragol se converte em anetol. Um uso conhecido do estragol está na síntese de magnolol.

## Segurança
Suspeita-se que o estragol seja cancerígeno e genotóxico, como é indicado por um relatório do Comitê de Medicamentos à Base de Plantas da União Europeia. Vários estudos estabeleceram claramente que os perfis de metabolismo, ativação metabólica e ligação covalente dependem da dose e que a importância relativa diminui acentuadamente em baixos níveis de exposição (ou seja, esses eventos não são lineares em relação à dose).[carece de fontes?] Em particular, estudos com roedores mostram que esses eventos são mínimos, provavelmente na faixa de doses de 1 a 10 mg/kg de peso corporal, que é aproximadamente cem a mil vezes a exposição humana prevista a essa substância. Por essas razões, conclui-se que a atual exposição ao estragol resultante do consumo de medicamentos à base de plantas (uso pouco tempo em adultos na posologia recomendada) não representa um risco significativo de câncer. Entretanto, a exposição do estragol a grupos sensíveis, como crianças pequenas, mulheres grávidas e lactantes deve ser minimizada.
O Comitê Científico da Alimentação da Diretoria de Saúde e Defesa do Consumidor assumiu uma posição mais preocupada e concluiu que "o estragol demonstrou ser genotóxico e carcinogênico. Portanto, a existência de um limite não pode ser assumida e o Comitê não pôde estabelecer um limite de exposição seguro. Consequentemente, são indicadas reduções na exposição e restrições nos níveis de uso".